# Парусный спорт на летних Олимпийских играх 1956
Соревнования по парусному спорту на летних Олимпийских играх 1956 года проходили в заливе Порт-Филипп.

## Общий медальный зачёт
| Место | Страна            | Золото | Серебро | Бронза | Всего |
| ----- | ----------------- | ------ | ------- | ------ | ----- |
| 1     | Швеция            | 2      | 0       | 0      | 2     |
| 2     | Дания             | 1      | 1       | 0      | 2     |
| 3     | США               | 1      | 0       | 1      | 2     |
| 4     | Новая Зеландия    | 1      | 0       | 0      | 1     |
| 5     | Великобритания    | 0      | 1       | 2      | 3     |
| 6     | Австралия         | 0      | 1       | 1      | 2     |
| 7     | Бельгия           | 0      | 1       | 0      | 1     |
| 7     | Италия            | 0      | 1       | 0      | 1     |
| 9     | Багамские Острова | 0      | 0       | 1      | 1     |
| Итого |                   | 5      | 5       | 5      | 15    |

## Классы яхт

Олимпийские классы яхт 1956 года

## Медалисты
| Класс                             | Золото                                                   | Серебро                                                                                  | Бронза                                                          |
| --------------------------------- | -------------------------------------------------------- | ---------------------------------------------------------------------------------------- | --------------------------------------------------------------- |
| Финн швертбот одиночка            | Пауль Эльвстрём Дания                                    | Андре Нелис Бельгия                                                                      | Джон Марвин США                                                 |
| Шарпи швертбот двойка             | Новая Зеландия · Питер Мэндер · Джон Кропп               | Австралия · Джон Скотт · Ролли Таскер                                                    | Великобритания · Джаспер Блэколл · Теренс Смит                  |
| Звёздный двухместная килевая яхта | США · Херберт Вильямс · Лоуренс Лоу                      | Италия · Агостино Страулино · Николо Роде                                                | Багамские Острова · Дарвард Ноулз · Слоан Фаррингтон            |
| Дракон Килевая яхта               | Швеция · Лейф Викстрём · Фольке Булин · Бенгт Пальмквист | Дания · Оле Бентсен · Сирил Андресен · Кристиан фон Бюлов                                | Великобритания · Грахам Манн · Рональд Бэкас · Джонатан Джансон |
| 5.5 mR Килевая яхта               | Швеция · Яльмар Карлссон · Стуре Сторк · Ларс Терн       | Великобритания · Роберт Перри · Нейл Кеннеди-Кохрэн-Патрик · Джон Диллон · Дэйвид Баукер | Австралия · Дуглас Бакстон · Деверо Миттон · Александер Старрок |